# Chewelah
Chewelah – miasto w Stanach Zjednoczonych, w stanie Waszyngton, w hrabstwie Stevens.